# جوزيف بوتجيج
جوزيف بوتجيج (بالإنجليزية: Joseph Buttigieg)‏ هو مُنظر أدبي ومترجم أمريكي ومالطي، ولد في 20 مايو 1947 في حمرون ‏ في مالطا، وتوفي في 27 يناير 2019 في ساوث بند في الولايات المتحدة.